# Diante Garrett
Diante Maurice Garrett (Milwaukee, 3 novembre 1988) è un ex cestista e allenatore di pallacanestro statunitense.

## Palmarès
- Coppa Italia: 1

Auxilium Torino: 2018
- Supercoppa greca: 1

Promitheas Patrasso: 2020